# گوکساگن
گوکسهاگن (به آلمانی: Guxhagen) یک شهر در آلمان است که در شوالم-ادر واقع شده‌است. گوکسهاگن ۵٬۲۱۵ نفر جمعیت دارد.